# Cuche et Barbezat
Benjamin Cuche et Jean-Luc Barbezat, alias Cuche et Barbezat, est un groupe humoristique suisse, originaire du Val-de-Ruz. Ils jouent leur premier spectacle amateur Rien en 1986.

## Biographie
Benjamin Cuche est né le 27 février 1967 au Pâquier, dans le canton de Neuchâtel, tandis que Jean-Luc Barbezat naît le 2 décembre 1965 au Val-de-Ruz. 
Ils suivent tous deux en 1987 le cours préparatoire au Conservatoire de Genève. En 1989, ils participent à plusieurs émissions de La Classe sur France 3.
Ensemble, ils forment un duo comique où Cuche est le clown blanc et Barbezat l'auguste[réf. nécessaire].
En août 2012, ils déposent leur candidature du Conseil d'État du canton de Neuchâtel,.

## Spectacles
La Revue de Cuche et Barbezat : revue annuelle d'abord au Locle depuis 1994,,, puis à Neuchâtel à partir de 2001,,
Ils sont également les créateurs de La Revue vaudoise en 2018, puis de La Revue neuchâteloise.
- 1986 : « Rien », au théâtre de La Chaux-de-Fonds[11], avec Pierre Gobet[12]

- 1990 : « L'oreiller sur la tête »[11], à Saint-Imier[12]

- 2000 : « Merci Patron ! »[13]

- 2002 : « Cuche et Barbezat font du badminton... mais pas dans ce spectacle », mis en scène par Michèle Guigon[14],[12]

- 2004 : Les Marionnettes du pénis (reprise du spectacle australien)[15], avec des représentations notamment à Paris[16]

- 2006 : « Plouf »[11],[17]

- 2008 : en automne, ils accompagnent la tournée du Cirque Knie[18]

- 2017 : « Ainsi sont-ils ! », inspiré d'un texte inédit de François Silvant et mis en scène par Philippe Cohen[19],[20]